# Alice Schwarzer
Alice Schwarzer (n. 3 decembrie 1942, Wuppertal-Elberfeld) este o reprezentată cunoscută a mișcării feministe, care caută printre altele să se interzică filmările cu caracter porno în Germania. Ea a întemeiat revista Emma și a inițiat în anul 1987 Campania-PorNO.

## Implicare în scandalul Kachelmann
Procesul faimos al elvețianului Jörg Kachelmann a fost prezentat detailat în presa germană din 2010. Kachelmann era învinuit de violul unei jurnaliste, o fostă amantă de-a lui.
După relatările avocatului de apărare a lui Kachelmann, Alice Schwarzer care este jurnalistă la revista feministă "Emma", ar fi jucat un rol negativ. Alice Schwarzer ar fi scris articole despre proces în revistă, numite ironic "obiective". Ea în același timp a început să scrie o carte întitulată "Cazul Kachelmann" și tot ea ar fi sugerat acuzatoarei tertipuri juridice. La fel este acum dezvăluit în proces că Alice Schwarzer era tot timpul în contact prin mailuri cu fosta prietenă a lui Kachelmann.
Opt luni a durat procesul J. Kachelmann, care a fost arestat în urma scandaluli sexual, el fiind acuzat că ar fi violat, ținând un cuțit la gâtul moderatoarei de radio Sabine W. (38 ani). Avocatul lui Kachelmann este optimist, deoarece declarațiile  Sabinei W. erau contradictorii, iar pe cuțit nu s-au găsit urme ADN, de la Kachelmann. Ea după noua versiune a presei, dorea să se răzbune pe Kachelmann, un Don Juan care avea mai multe amante. La data de 31 mai 2011 J. Kachelmann, a fost declarat nevinovat la judecătoria din Mannheim, dar urmele nefaste cauzate de presa bulevard rămân.